# Mulberry Plantation (Berkeley County)
Die Mulberry Plantation ist ein denkmalgeschütztes Herrenhaus im Berkeley County, South Carolina.

## Geschichte
Das Anwesen wurde frühestens 1714 und spätestens 1725 von Thomas Broughton, dem späteren Governor der Province of South Carolina, über einer Befestigung aus dem Yamasee-Krieg errichtet. Während des Amerikanischen Unabhängigkeitskrieges besetzte eine Kavallerieeinheit des Königreich Großbritannien die Mulberry Plantation und nutzte sie als ihr Hauptquartier.
Am 9. Oktober 1960 wurde die Mulberry Plantation als National Historic Landmark anerkannt. Am 15. Oktober 1966 folgte die Aufnahme als Baudenkmal in das National Register of Historic Places aufgenommen.

## Architektur
Die zweigeschossige Mulberry Plantation hat in jeder Ecke einen angebauten Pavillon und ein Treppenhaus auf der Zentralachse, womit sie sich von der Symmetrie her der Georgianischen Architektur annähert. Die Empfangshalle ist sehr groß, womit die restlichen Räume des Gebäudes kleiner ausfallen. Die Zimmer des Erdgeschosses wurden um 1800 im Adamstil umgebaut, während in den Schlafzimmern in der Etage darüber die Holzarbeiten im Original erhalten sind. Die Gestaltung der Mulberry Plantation weist architektonische Elemente unterschiedlicher Baustile auf, darunter das Dachgesims im flämischen Stil, die Eckpavillons, welche auf hugenottischen Einfluss verweisen, und georgianische Konsolen. Das Giebeldreieck über der südlichen Veranda zeigt einen von einem Hufeisen eingerahmten Maulbeerenschössling und symbolisiert wahrscheinlich die Hoffnung zu Anfang des 18. Jahrhunderts in South Carolina eine Seidenindustrie aufbauen zu können. Die in die Wetterfahnen über den Eckpavillons eingravierte Jahreszahl 1714 gibt den einzigen Hinweis auf das genaue Entstehungsdatum des Herrenhauses.